# Malaxis ehrenbergii
Malaxis ehrenbergii là một loài thực vật có hoa trong họ Lan. Loài này được (Rchb.f.) Kuntze mô tả khoa học đầu tiên năm 1891.